# Nikolaj Trusov
Nikolaj Vasil'evič Trusov (in russo Николай Васильевич Трусов?; Leningrado, 2 luglio 1985) è un ex ciclista su strada e pistard russo, attivo in formazioni Elite UCI dal 2004 al 2019 e vincitore di una tappa alla Volta Ciclista a Catalunya 2009.

## Palmarès

### Strada
- 2005

Clásica Memorial Txuma
- 2006

1ª tappa Cinturón Ciclista Internacional a Mallorca (El Arenal > El Arenal)
Prologo Five Rings of Moscow
1ª tappa Five Rings of Moscow
2ª tappa Five Rings of Moscow
3ª tappa Five Rings of Moscow
5ª tappa Five Rings of Moscow
5ª tappa Volta Ciclista Internacional a Lleida
- 2007

2ª tappa Tour of Britain (Yeovilton > Taunton)
- 2009

5ª tappa Volta Ciclista a Catalunya (La Seu d'Urgell > Torredembarra)
Duo Normand (con Artëm Ovečkin)

#### Altri successi
- 2018 (Gazprom-RusVelo)

Classifica sprint intermedi Abu Dhabi Tour

### Pista
- 2005

1ª prova Coppa del mondo 2005-2006, Americana (Mosca, con Michail Ignat'ev)
- 2006

3ª prova Coppa del mondo 2005-2006, Inseguimento a squadre (Los Angeles, con Sergej Klimov, Ivan Rovnyj e Aleksandr Serov)
1ª prova Coppa del mondo 2006-2007, Inseguimento a squadre (Sydney, con Michail Ignat'ev, Ivan Rovnyj e Aleksandr Serov)
1ª prova Coppa del mondo 2006-2007, Americana (Sydney, con Michail Ignat'ev)

## Piazzamenti

### Grandi Giri
- Giro d'Italia

2007: 133º
2008: 114º
- Tour de France

2009: 122º
- Vuelta a España

2008: ritirato (non partito 7ª tappa)

### Classiche monumento
- Milano-Sanremo

2014: 69º
2017: 171º
- Giro delle Fiandre

2010: 87º
2014: ritirato
2016: ritirato
- Parigi-Roubaix

2009: 37º
2010: 49º
2011: ritirato
2014: 35º
2015: 129º
2016: 73º

### Competizioni mondiali
- Campionati del mondo su strada

Stoccarda 2007 - In linea Under-23: 95º
- Campionati del mondo su pista

Los Angeles 2005 - Americana: 4º
Bordeaux 2006 - Americana: 8º
- Giochi olimpici

Pechino 2008 - Inseguimento a squadre: 6º